# Estação Yamanakadani

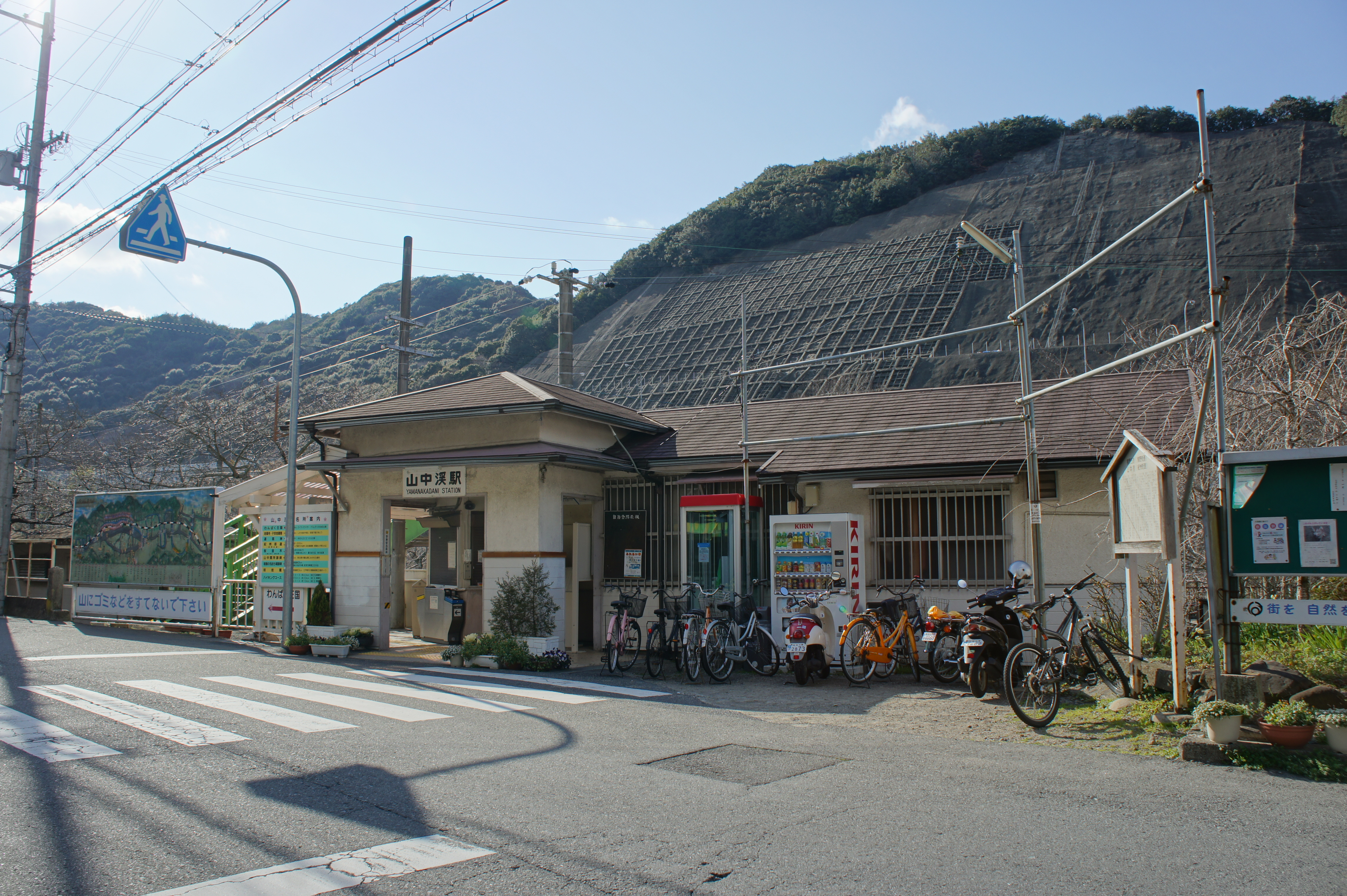
Estação Yamanakadani

A estação Yamanakadani (山中渓駅, Yamanakadani-eki) é uma estação ferroviária da empresa West Japan Railway Company, localizada na Linha Hanwa [ja] em Hannan, Osaka, no Japão, e é administrada pela estação Izumi-Sunagawa.
Predefinição:Estações da Linha Hanwa